# UFC 88
UFC 88: Breakthrough（ユーエフシー・エイティエイト：ブレイクスルー）は、アメリカ合衆国の総合格闘技団体「UFC」の大会の一つ。2008年9月6日、ジョージア州アトランタのフィリップス・アリーナで開催された。
メインイベントではチャック・リデルとラシャド・エヴァンスによるライトヘビー級戦が行われた。

## 大会概要
メインイベントではチャック・リデルが怪我で欠場したUFC 85で対戦予定であったラシャド・エヴァンスと改めて対戦し、2Rにエヴァンスのカウンターフックで失神KO負けを喫した。
UFC復帰後タイトルマッチで連敗中だったダン・ヘンダーソンがUFC2戦目のホジマール・パリャーレスに勝利し、1998年のUFC 17でのカーロス・ニュートン戦以来、10年3か月振りにUFCでの勝利を収めた。
長南亮はホアン・"ジュカオン"・カルネイロと3年半振りに再戦し、スプリットの判定でUFC初勝利を飾った。
前ミドル級王者リッチ・フランクリンがライトヘビー級に3年振りに復帰し、マット・ハミルにTKOで勝利した。
当初組まれていたPPVマッチの吉田善行対カロ・パリジャン戦は、パリジャンが背中の負傷による欠場のため、試合前日に中止となった。これに伴い、キム・ドンヒョン対マット・ブラウン戦がPPVマッチに昇格した。

## 試合結果

### プレリミナリィカード
第1試合 ウェルター級 5分3R
○  長南亮 vs.  ホアン・"ジュカオン"・カルネイロ ×
3R終了 判定2-1（29-28、28-29、29-28）
第2試合 ミドル級 5分3R
○  ジェイソン・マクドナルド vs.  ジェイソン・ランバート ×
2R 1:20 チョークスリーパー
第3試合 ライトヘビー級 5分3R
○  ティム・ボッシュ vs.  マイク・パット ×
1R 2:03 TKO（レフェリーストップ：右ストレート→パウンド）
第4試合 ライト級 5分3R
○  カート・ペレグリーノ vs.  チアゴ・タバレス ×
3R終了 判定3-0（29-27、29-27、29-28）

### メインカード
第5試合 ウェルター級 5分3R
○  キム・ドンヒョン vs.  マット・ブラウン ×
3R終了 判定2-1（29-28、28-29、29-28）
第6試合 ミドル級 5分3R
○  ネイサン・マーコート vs.  マルティン・カンプマン ×
1R 1:22 TKO（レフェリーストップ：スタンドパンチ連打）
第7試合 ミドル級 5分3R
○  ダン・ヘンダーソン vs.  ホジマール・パリャーレス ×
3R終了 判定3-0（30-27、30-27、29-28）
第8試合 ライトヘビー級 5分3R
○  リッチ・フランクリン vs.  マット・ハミル ×
3R 0:39 TKO（レフェリーストップ：左ミドルキック）
第9試合 ライトヘビー級 5分3R
○  ラシャド・エヴァンス vs.  チャック・リデル ×
2R 1:51 KO（右フック）

### 各賞
ファイト・オブ・ザ・ナイト： カート・ペレグリーノ vs. チアゴ・タバレス
ノックアウト・オブ・ザ・ナイト： ラシャド・エヴァンス
サブミッション・オブ・ザ・ナイト： ジェイソン・マクドナルド
各選手にはボーナスとして60,000ドルが支給された。